# کهمرد
کهمرد (به لاتین: Kahmard) یک منطقهٔ مسکونی در افغانستان است که در ولسوالی کهمرد واقع شده‌است. کهمرد ۱٬۴۷۵ متر بالاتر از سطح دریا واقع شده‌است.